# يهوذا الجليلي
يهوذا الجليلي كان زعيمًا يهوديًا قاد المقاومة ضد التعداد السكاني الذي فرضه كيرينيوس لأغراض الضرائب الرومانية في مقاطعة يهودا في عام 6 م. لقد شجع اليهود على عدم التسجيل، يعود إليه الفضل في نشأة طائفة "الغيورون" التي يلقي يوسيفوس عليها اللوم في الحرب مع الرومان في 66-73. وقد ناقش يوسيفوس هذه الأحداث في كتابه الحرب اليهودية وفي كتابه عادات اليهود، كما ذُكرت في سفر أعمال الرسل.
في كتابه "آثار اليهود"، يذكر يوسيفوس أن يهوذا، مع صادوق الفريسي، أسسا الغيورين، "الطائفة الرابعة" من اليهودية في القرن الأول (الطوائف الثلاثة الأولى هي الصدوقيون ، والفريسيون ، والإسينيون). وقد ألقى يوسيفوس باللوم على هذه الطائفة الرابعة في الحرب اليهودية الرومانية الأولى التي اندلعت في الفترة من 66 إلى 73. لقد تم تبشير الغيورين بأن الله وحده هو الحاكم لإسرائيل وحثوا على عدم دفع الضرائب إلى روما.
لا يروي يوسيفوس موت يهوذا، لكنه يذكر أن ابني يهوذا يعقوب وسمعان أعدما على يد الوكيل طيباريوس يوليوس ألكسندر في حوالي عام 46 م. ويزعم أيضًا أن مناحيم بن يهوذا، أحد القادة الأوائل للثورة اليهودية في عام 66 م، كان "ابن" يهوذا، وهو ما يشكك فيه بعض العلماء على الرغم من أن مناحيم ربما كان حفيد يهوذا. تمكن ابن عم مناحيم، إليعازار بن يائير، من الفرار إلى حصن مسعدة حيث أصبح زعيمًا لآخر المدافعين ضد الإمبراطورية الرومانية.
يُشار إلى يهوذا في أعمال الرسل، حيث يحدد جمالائيل، أحد أعضاء السنهدرين، في خطابه ثوداس ويهوذا كأمثلة على الحركات المسيحانية الفاشلة، ويقترح أن الحركة أنصار يسوع الناصري يمكن أن تفشل على نحو مماثل، ما لم يكن هو المسيح حقًا.